# Solitanea mariae
Solitanea mariae là một loài bướm đêm trong họ Geometridae.